# Horatio McCulloch
Horatio McCulloch (Glasgow, 9 november 1805 - Edinburgh, 24 juni 1867), soms geschreven als MacCulloch of M'Culloch, was een Brits landschapsschilder.

## Levensloop
McCulloch werd geboren in Glasgow op 9 november 1805 als zoon van Alexander McCulloch, een katoenhandelaar, en Margaret Watson.
Hij werd samen met Daniel Macnee ongeveer een jaar opgeleid in het atelier van de Glasgowse landschapsschilder John Knox, en verdiende aanvankelijk zijn brood als decoratieve schilder. Hij ging daarna werken in het Schotse Cumnock, waar hij de sierdeksels van snuifdozen schilderde. Later werd hij in Edinburgh te werk gesteld door de graveur William Home Lizars. Hier kleurde hij de illustraties van Prideaux John Selby's British Birds en soortgelijke werken in.
Nadat hij in 1825 naar Edinburgh was verhuisd, begon hij te schilderen in de stijl van Alexander Nasmyth. Hij werkte vaak in de natuur, en werd in zijn vroege werken sterk beïnvloed door de aquarellen van H.V. Williams. Hij keerde in 1827 terug naar Glasgow en werkte hier aan verschillende grote schilderijen in een zaal in St. George's Place. Ook werkte hij als decorschilder voor het theater. Geleidelijk aan vormde MacCulloch zijn eigen stijl door een nauwkeurige studie van de natuur. Zijn werken vormen een interessante schakel tussen het oude en het nieuwe Schotse landschap.
In 1829 exposeerde McCulloch voor het eerst op de tentoonstelling van de Royal Scottish Academy. Hij werd hier sindsdien een jaarlijkse exposant. Tegen het begin van de jaren 1830 begonnen de tentoonstellingen van McCulloch met de Glasgow Dilettanti Society en de Royal Scottish Academy kopers aan te trekken, waaronder de nieuw opgerichte Association for the Promotion of the Fine Arts in Scotland. Een opdracht van James Lumsden versterkte de reputatie van de kunstenaar. Door opdrachten van uitgevers van boeken en prenten kon hij zich concentreren op het schilderen op ezel.

Bij zijn verkiezing tot volwaardig academicus van de Scottish Academy in 1838, vestigde McCulloch zich in Edinburgh en werd al snel een prominente figuur in het artistieke leven van de stad en een productieve medewerker aan de tentoonstellingen van de Royal Scottish Academy. Tegelijkertijd onderhield hij ook contact met Glasgow: McCullochs favoriete schetsterrein lag in het westen, hij exposeerde regelmatig in de stad en zijn meest loyale opdrachtgevers waren rijke industriëlen uit Glasgow, zoals David Hutcheson. Hij exposeerde zelden buiten Schotland en slechts één keer in de Royal Academy in Londen, in 1843. 

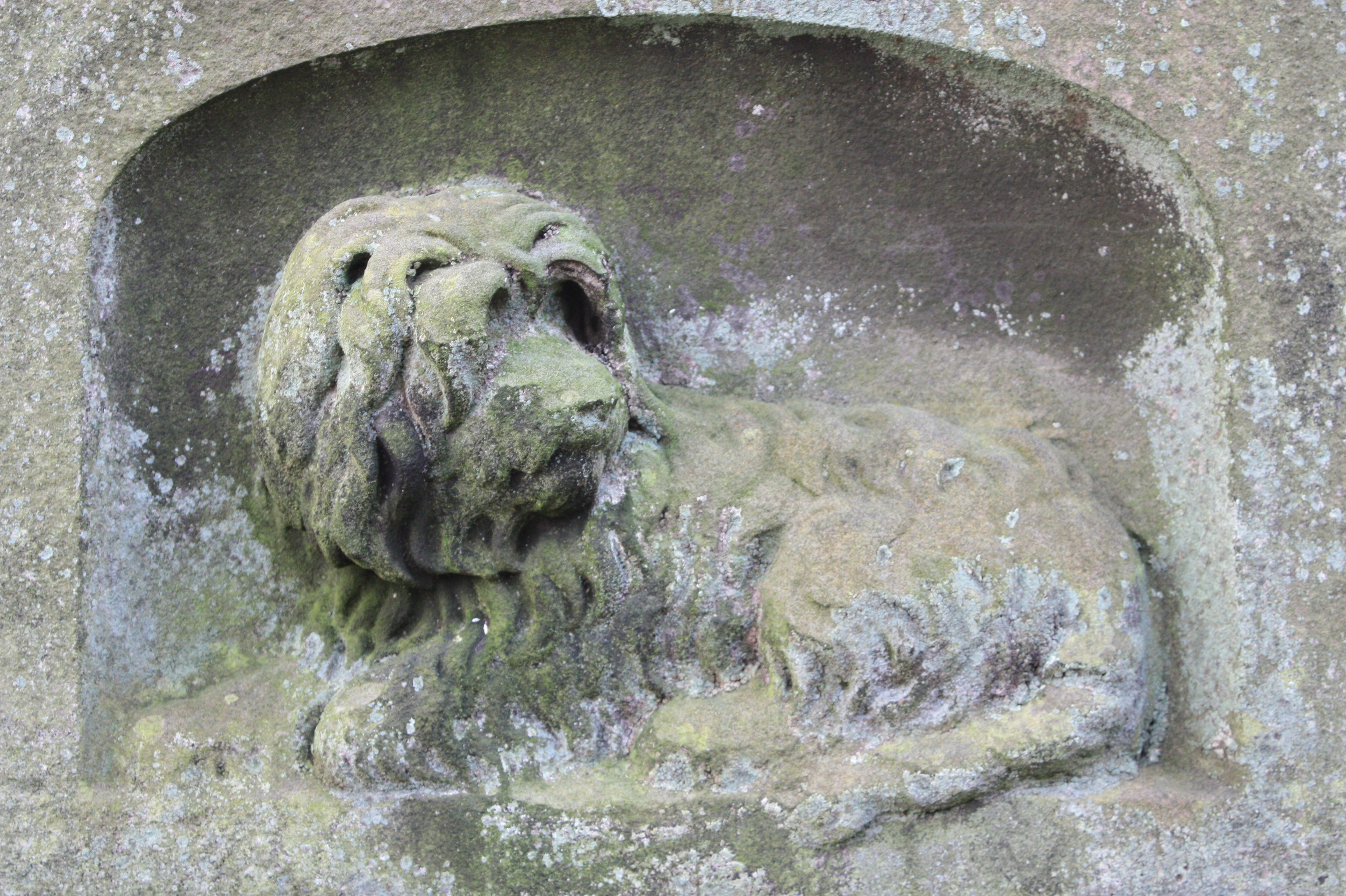
Gravure van een Skyeterriër op de achterkant van het graf van Horatio McCulloch

Tijdens een van zijn reizen naar Skye ontmoette hij zijn toekomstige vrouw, Marcella McLellan uit Tarskavaig. McCulloch en McLellan hadden verschillende honden van het ras Skyeterriër, die ze mogelijk uit Skye meebrachten.
McCulloch's leerlingen waren onder meer John Smart, die bekend werd met zijn etsen van Schotse golfbanen. Een andere was James Alfred Aitken.
McCulloch stierf op 24 juni 1867 in Edinburgh. Hij ligt begraven op Warriston Cemetery in Edinburgh. Een standbeeld van McCulloch werd gebeeldhouwd door David Watson Stevenson. Zijn weduwe Marcella McLellan vertrok na zijn dood naar Australië, maar stierf tijdens de reis. Ze hadden geen kinderen.

## Werken
Tijdens zijn leven werd Horatio McCulloch geroemd als de bekendste en meest succesvolle landschapsschilder van Schotland.
Zijn vroege werken omvatten schilderijen van Cadzow Forest nabij Hamilton en weidse uitzichten op de rivier Clyde. Hij ondernam regelmatig reizen door de Westelijke Hooglanden en voltooide de schetsen die hij daar maakte als schilderijen in zijn atelier.
Toen de Schotse Laaglanden meer verstedelijkt raakten, werd het contrast met de Hooglanden steeds duidelijker. In het Victoriaans tijdperk werden de Hooglanden gezien als een wildernis vol natuur. Deze romantische kijk op het Schotse landschap kwam tot een hoogtepunt door de werken van McCulloch.

Verschillende werken van McCulloch werden gegraveerd door William Miller en William Forrest, en een groot aantal foto's, gemaakt door Alexander Fraser, van de door hem geschilderde landschappen werden in 1872 gepubliceerd.

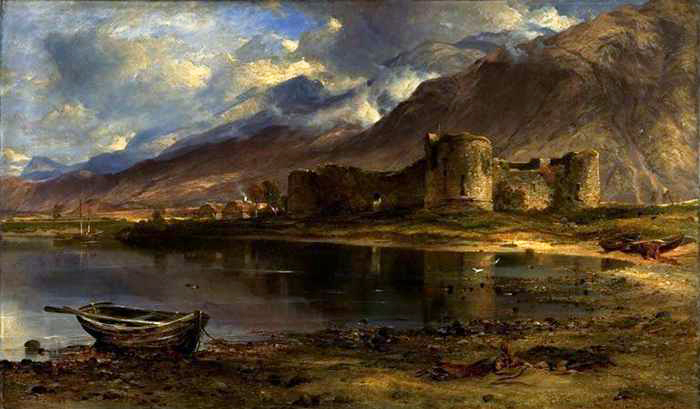
De ruïnes van Inverlochy Castle, geschilderd door Horatio McCulloch in 1857

Zijn bekendste werken omvatten:
- Inverlochy Castle (1857)
- Landscape Evening (circa 1860)
- Glencoe, Argyllshire (1864)
- Loch Katrine (1866)